# Миронова, Юлия Васильевна
Ю́лия Васи́льевна Миро́нова (род. 19 марта 1979, Куйбышевская область, СССР) — российская баскетболистка, выступавшая в амплуа атакующего защитника. Бронзовый призёр Универсиады, обладатель Кубка Европы ФИБА, неоднократный призёр чемпионата России.

## Биография
Азы баскетбола Юлия Миронова постигала у прославленного тренера Станислава Гельчинского. В 15 лет Юлия провела свой первый матч в чемпионате России, 21 января 1995 года против подмосковного «Спартака», проведя на площадке 3 минуты. Затем баскетболистка, для получения игровой практики, была отправлена в низший дивизион выступать за самарский СГАУ. По прошествии трёх сезонов, так и не закрепившись в основном составе «Волны», Миронова переходит в другой питерский клуб «Балтийская Звезда» к Кире Тржескал. В первом же сезоне Юлия отыграла 40 матчей, при этом набирала в среднем 12,3 очка. Все последующие триумфы питерской команды неотрывно связаны с Юлией Мироновой. В сезоне 2003/04 года «Балтийская Звезда» становится обладателем Кубка Европы ФИБА, причём в финальном матче против венгерского «Сольнока» она набрала больше всех очков — 18. После блестящей победы Кира Тржескал сказала о Мироновой:

Юля — самый результативный игрок команды (407 очков за сезон — прим. авт). Перед чемпионатом в составе студенческой сборной России она завоевала третье место на Всемирной универсиаде в Южной Корее. Вообще, Миронова постоянно на примете у руководства национальной команды. Нынешний сезон — лучший в её карьере. Юля играла каждый матч от начала до конца, не делила соперников на сильных и слабых. Молодец!

После ухода Тржескал из команды Миронова долго не задержалась в Санкт-Петербурге и уже в январе 2005 года перешла в екатеринбургский «УГМК», с которым выиграла бронзовые медали первенства России. Этот год стал самым успешным в её личной карьере: она была включена в расширенный список кандидатов в сборную России и вошла в список 25 лучших игроков баскетбольного сезона.
Перед сезоном 2006/07 она возвращается в Санкт-Петербург играть за «Балтийскую Звезду». После того, как клуб был расформирован, Миронова переходит в питерский «Спартак», где проводит два сезона, являясь капитаном команды. В 2009 году баскетболистка завершила игровую карьеру.

## Достижения
- Бронзовый призёр Универсиады: 2003
- Обладатель Кубка Европы ФИБА: 2004
- Бронзовый призёр Мировой лиги: 2004
- Серебряный призёр чемпионата России: 2006
- Бронзовый призёр чемпионата России: 2004, 2005
- Серебряный призёр Балтийской женской лиги: 2002
- Бронзовый призёр Балтийской женской лиги: 2003